# Hydnora
Hydnora, ve starší české literatuře též pýchora, je rod krytosemenných rostlin z čeledi podražcovité (Aristolochiaceae). Jsou to rostliny velice nezvyklého vzhledu, neboť jde o podzemní nezelené parazity kořenů pryšců a dřevin z čeledí bobovité a březulovité. Pod zemí se rozrůstají rozsáhlým systémem hrbolatých orgánů připomínajících kořeny, patrně jde ale spíše o silně modifikované oddenky. Do pletiv svých hostitelů pronikají haustorii. Jejich květy a případně plody jsou jedinou alespoň zčásti nadzemní částí rostliny. Okvětní lístky jsou velmi masité a produkují nepříjemně zapáchající látky lákající některé brouky nebo dvoukřídlé. Plody vyplněné drobnými semínky jsou asi 10 cm velké bobule s chutnou a sladkou dužninou. K šíření semen přispívají savci živící se plody.
Do rodu Hydnora patří asi 8 druhů vyskytujících se v suchých oblastech Afriky, na Madagaskaru a na jihu Arabského poloostrova.

## Popis

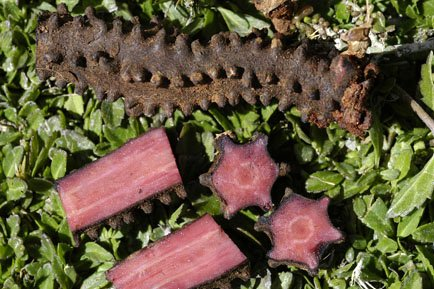
Podzemní orgány druhu Hydnora triceps.

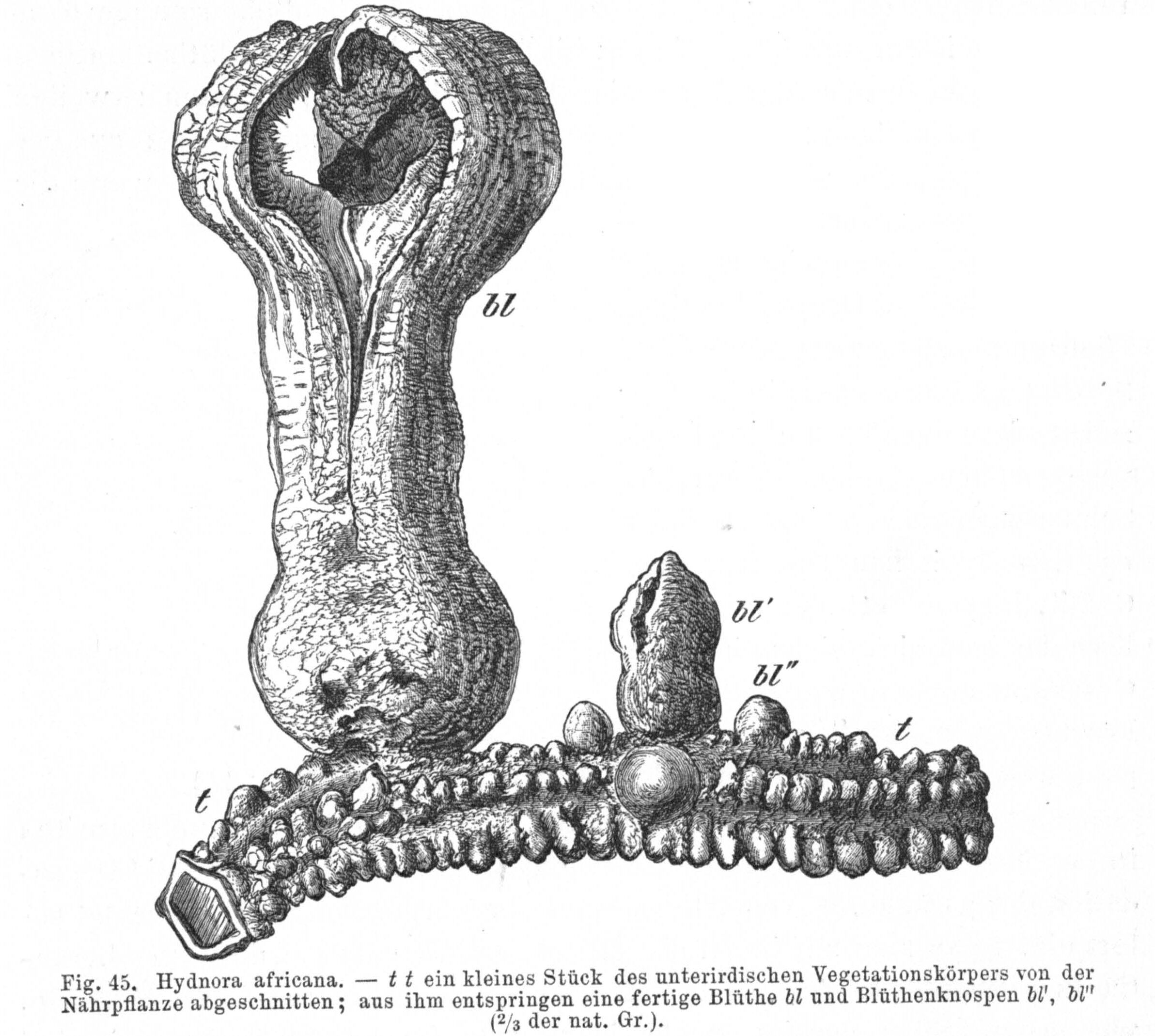
Vyobrazení Hydnora africana v díle Julia Sachse z r. 1887

Rod Hydnora zahrnuje morfologicky silně modifikované a redukované nezelené holoparazitické vytrvalé byliny. Zcela jim chybí listy či orgány od nich odvozené, což je u krytosemenných rostlin velice vzácné. Protože nepotřebují fotosyntetizovat (jsou heterotrofní) a parazitují na kořenech svých hostitelů, jsou hydnory čistě podzemní rostliny, jen jejich květy a plody jsou zčásti nadzemní. Druh Hydnora triceps však pod zemí i kvete.

### Vegetativní orgány
Pod zemí se hydnory rozrůstají rozsáhlým větveným systémem víceméně horizontálních kořenovitých orgánů nejasné povahy – někdy považovaných spíše za oddenky, jindy spíše za kořeny. Tyto orgány jsou dužnaté, několik cm až 1 dm silné, nápadně hranaté (na řezu čtyř- až šestiúhlé) nebo oblé, někdy zploštělé. Na povrchu jsou výrazně bradavčité, u druhů s hranatými podzemními orgány jsou tyto hrbolky uspořádány v řadách právě na hranách, jinak jsou po povrchu rozesety náhodně. Hrbolky sice obsahují i meristematické buňky, ale jsou většinou dormantní a dále nerostou. Některé se ale vyvíjejí v nové větve a v mladších částech rostliny také v květní poupata. V kontaktu s kořenem hostitelské rostliny se na hrbolcích vyvíjejí haustoria pronikající do pletiv hostitele. Haustoria jsou tvořena protaženými parenchymatickými buňkami a cévními svazky. Cévy haustorií se mohou napojovat přímo na cévy hostitele.
Homologie mezi podzemními orgány hydnor a vegetativními orgány ostatních rostlin je jejich parazitickým způsobem života značně zastřená. Na rozdíl od typických oddenků postrádají podzemní orgány hydnor zřetelné článkování i jakékoli orgány listového původu (např. šupiny, které nacházíme na oddencích či nadzemních stoncích řady dalších holoparazitů). Stejně tak jim chybí jakékoli trichomy, průduchy či lenticely. Na vrcholcích mají naopak útvar připomínající kořenovou čepičku, strukturu typickou pro kořenový vzrostný vrchol. U hydnor však povaha tohoto pletiva není zcela zřejmá, může se jednat i o derivát stonkového peridermu produkovaný meristémem vzrostného vrcholu. Na druhou stranu chybí podzemním orgánům hydnor i mnohé rysy kořene (nemají kořenové vlášení ani endodermis) a uspořádání cévních svazků odpovídá stonku: kolaterální cévní svazky jsou v kruhu a obklopují centrální dřeň.
Cévní svazky jsou uloženy v červenavém parenchymatickém pletivu. V buňkách parenchymu jsou ve velké koncentraci obsaženy třísloviny, které dávají rostlině hořkou a svíravou chuť. Na řezu roní rostliny lepkavou tekutinu. Povrch vegetativních orgánů včetně vzrostného vrcholu je kryt korkovou vrstvou suberinizovaných buněk. Sekundární tloustnutí je zajištěno jak felogénem, tak kambiem, které ale netvoří na průřezu kompletní kruh – je omezeno jen na cévní svazky, v nichž produkuje další složky xylému a floému. Ve starších částech rostliny byly pozorovány i parenchymem oddělené cévní svazky obsahující výhradně xylém resp. floém.

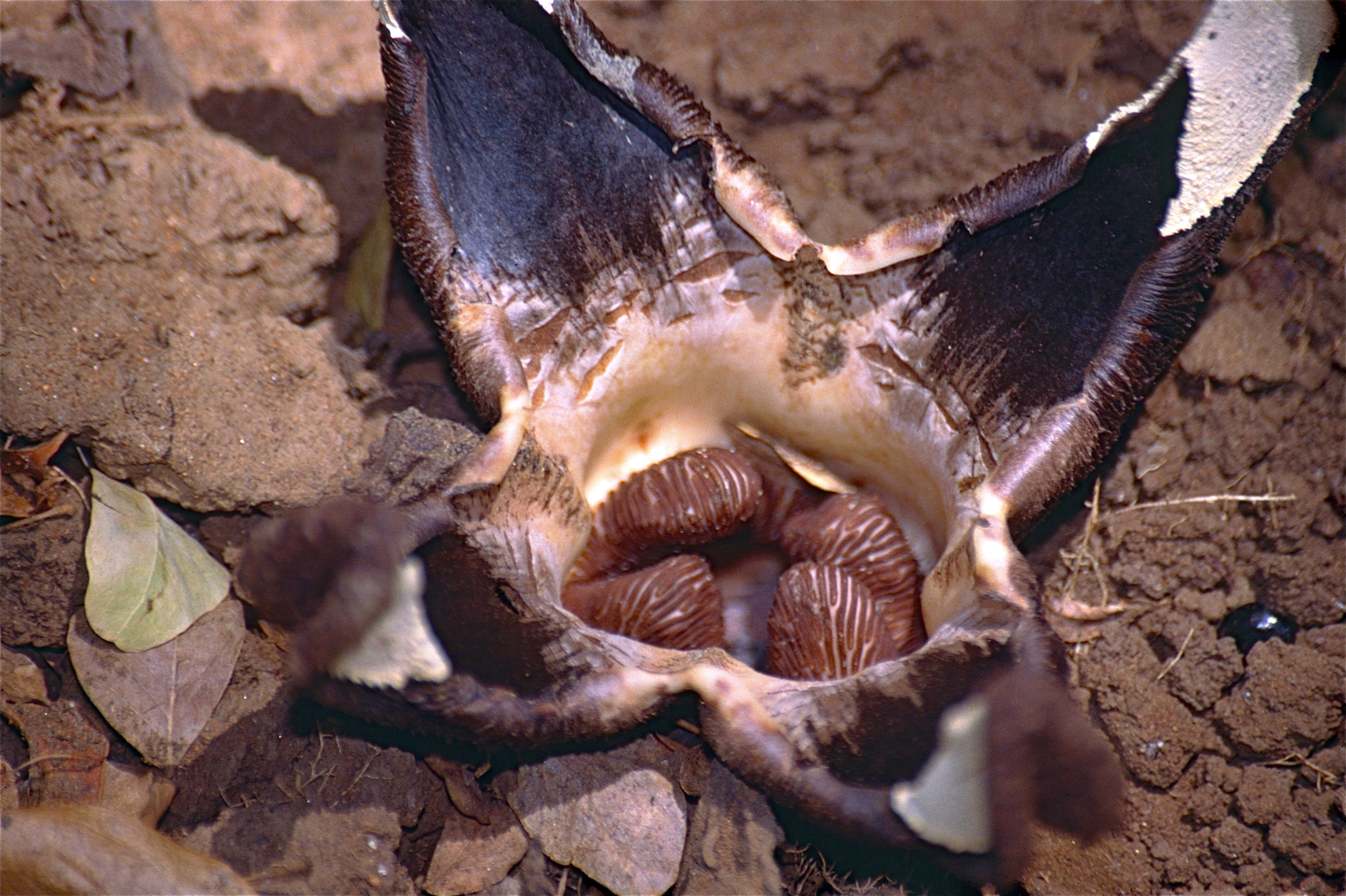
Květ Hydnora esculenta s patrnými osmofory na špičkách okvětních lístků (zejména vpravo nahoře) a tyčinkami kolem centra květu. V pravé části obrázku je vidět i pachem přilákaný lesklý temný brouk

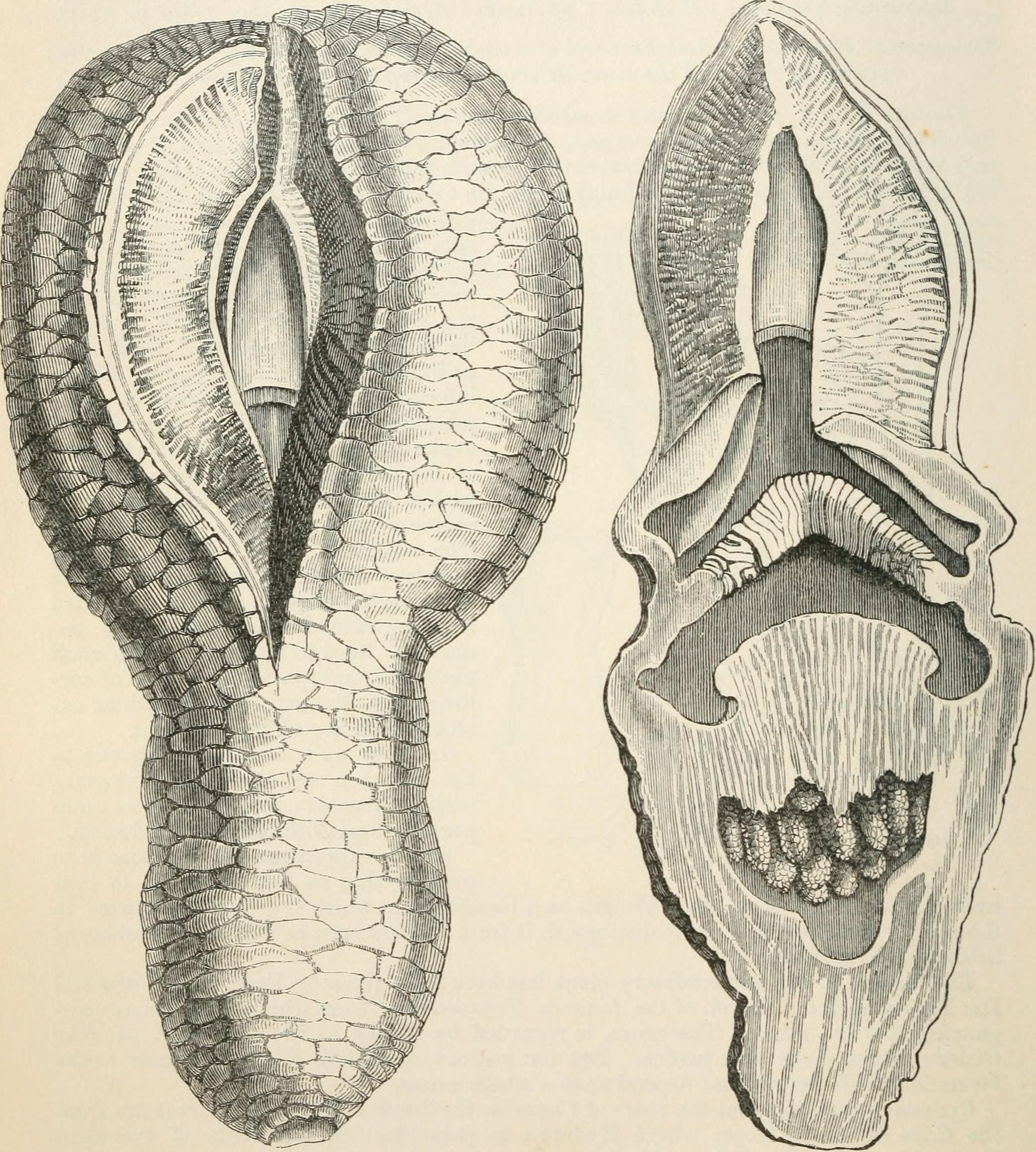
Stavba květu Hydnora africana v knize Johna Lindleyho z r. 1846

### Květ, plod

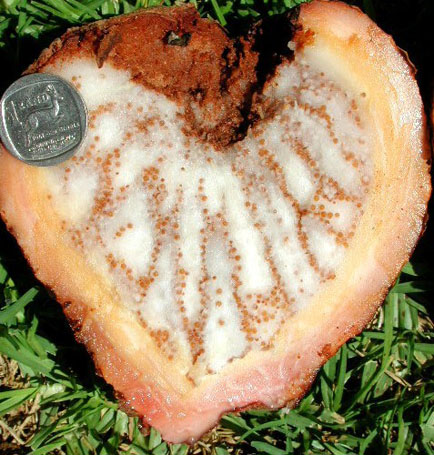
Řez plodem Hydnora triceps

Hydnory často rozkvétají s nástupem dešťů. Kvetení na dané lokalitě může probíhat i jednou za několik let. Řada poupat však může zasychat a dlouhodobě zůstávat na podzemních částech. Krátce stopkaté květy o délce 5–25 cm jsou souměrné, troj- či čtyřčetné, vzácně až pětičetné. Okvětí tvoří jediný kruh okvětních listů, které jsou masité, zvenku okoralé, zevnitř bělavé, tmavé nebo výrazně oranžové či červenavé. Někdy se při rozkvětu jen rozestoupí a zůstávají vzpřímené, na špičce mohou dokonce zůstat srostlé, u jiných druhů zplihnou a jsou položené na zemi. Na vnitřním okraji okvětních lístků mohou být vytvořeny brvité výrůstky, jimž je někdy omylem přikládána role v lákání hmyzích opylovačů zápachem. Opylovači jsou lákáni zápachem produkovaným bělavým pletivem umístěným zevnitř na špičce či ploše okvětních listů (tzv. osmofory). Zápach připomínající hnijící maso nebo výkaly láká především brouky, např. potemníky, vrubounovité a kožojedy či dvoukřídlý hmyz, např. bzučivky. Ostatní části květu jsou uloženy pod úrovní terénu. Semeník je spodní, jednopouzdrý s četnými vajíčky na členitých placentách. Tyčinky, jichž je stejný počet jako okvětních plátků, mají mohutné prašníky a tvoří jakýsi prstenec několik cm nad širokým zbrázděným povrchem blizny; pyl je lepkavý. Květy fungují podobně jako u příbuzných podražců jako pasti na opylovače: brouci a další opylovači většinou uvíznou ve spodní části, pohybují se po povrchu blizny, kterou mohou opylit. V úniku jim brání hladký povrch výše umístěných nezralých tyčinek. Teprve později (až o několik dní), když začne dozrávat pyl, prašníky tyčinek zdrsní, což umožní broukům uniknout. Když opylovač květ opouští, pyl se na něj nalepí a může být přenesen na další květ. Květy druhu Hydnora triceps jen zřídka rozkvetou nad zemí, hmyzu jsou přístupné puklinami v zemi, které se vytvoří, když květ pod zemí roste. Květy tohoto druhu se otevírají jen štěrbinami mezi okvětními plátky, na vrcholku zůstávají uzavřené, čímž zabraňují sesypání zeminy do květu.
Kulovité plody jsou asi do 10–15 cm veliké, v horní části často rozpraskané bobule. Jsou vyplněny velkým množstvím tvrdých drobných, málo přes 1 mm velkých semen, kterých může být v jednom plodu až 20 000. Oplodí tvoří vně tuhou, kožovitou, často tenkými šupinami zkorkovatělého pletiva krytou hořkou slupku, uvnitř je ale masité, světlé a sladké stejně jako zdužnatělé placenty. Plody mohou dozrávat pod zemí, někdy jsou (alespoň částečně) nadzemní. Plody jsou pojídány různými savci, semena jsou endozoochorická. Semena obsahují drobné kulovité nediferencované embryo obklopené vrstvičkou endospermu.

### Plastidy
Rod Hydnora sice zahrnuje nefotosyntetické rostliny, v jejich buňkách jsou však stále přítomny plastidy. Ve světelném mikroskopu se jeví jako amyloplasty, tedy plastidy specializované na tvorbu a ukládání škrobu. U druhu H. visseri byl charakterizován i plastidový genom. Je kruhový, silně redukovaný, kóduje pouze 24 evolučně značně pozměněných genů (z drtivé většiny jde o geny ribosomálních proteinů, rRNA a tRNA, jen tři další geny kódují proteiny s odlišnou funkcí) a je jen přes 27 000 bp dlouhý (to je asi šestina velikosti plastidového genomu příbuzného pepřovníku Piper cenocladum, jehož plastidový genom je také k dispozici). Jde o jeden z nejmenších plastidových genomů vůbec, menší plastidový genom mají jen některé další holoparazitické rostliny.

## Výskyt a diverzita

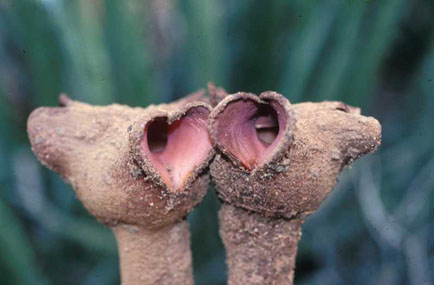
Obnažené (ze země vyhrabané) květy Hydnora triceps

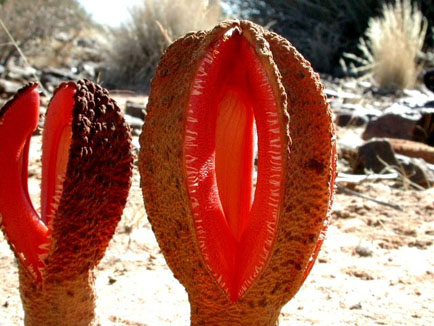
Kvetoucí Hydnora africana

Studium rozšíření i druhové diverzity hydnor je znesnadněno jednak jejich skrytým způsobem života (typicky jsou nalézány jen náhodou v době kvetení), a jednak malou trvanlivostí herbářových položek, což vede k obtížnému ověřování historických záznamů a komplikacím při taxonomických revizích. Rozšíření jednotlivých druhů je proto známo jen nedokonale. Hydnory se vyskytují především v polopouštních oblastech Afriky zhruba od Namibie a Jihoafrické republiky až po Etiopii a Súdán, jeden druh se vyskytuje na Madagaskaru, dva druhy se vyskytují i na jihu Arabského poloostrova. V současnosti je rozlišováno následujících 8 druhů:
- Hydnora esculenta Jum. & H. Perrier – madagaskarský, patrně v rámci rodu bazální druh,[13] parazituje na bobovitých rostlinách včetně pitecelóbia Pithecellobium dulce, které je na Madagaskaru invazní.[15]
- Hydnora abyssinica A. Braun – druh s největším areálem od jihu Arabského poloostrova až po jih Afriky a zároveň druh s největším počtem běžně užívaných synonym (např. H. johannis Becc.). Parazituje především na akáciích.[7]
- Hydnora arabica Bolin & Musselman – recentně popsaný druh z Ománu a Jemenu, na bobovitých rostlinách.[7]
- Hydnora sinandevu Beentje & Luke – druh z Keni a Tanzanie,[18] parazituje na myrhovníku (Commiphora)[7]
- Hydnora triceps Drège & Meyer – zajímavý druh rozkvétající pod zemí parazitující na Euphorbia dregeana. Roste na západě Jihoarfické republiky a v Namibii.[4]
- Hydnora africana Thunb. – typový druh rodu z Jihoafrické republiky, možná ve skutečnosti komplex druhů,[13] hostitelem jsou různé pryšce (Euphorbia).[19]
- Hydnora longicollis Welw. – druh příbuzný H. africana, ale s drobnějšími květy, hostitelská rostlina je Euphorbia damarana, roste na západě Angoly a Namibie.[19]
- Hydnora visseri Bolin, E. Maass, & Musselman – další druh příbuzný H. africana, ale s většími květy, poměrně recentně popsaný. Parazituje na E. gregaria a E. gummifera v jihozápadní Namibii.[19]

Hydnory parazitující na pryšcích (poslední čtyři druhy seznamu) tvoří v rámci rodu jednotnou evoluční linii. Spojuje je nejen změna hostitele, ale i výrazná barva vnitřního povrchu okvětí nebo posun osmoforů z vrcholků okvětních lístků k jejich středu. Vyskytují se v jižní části Afriky.

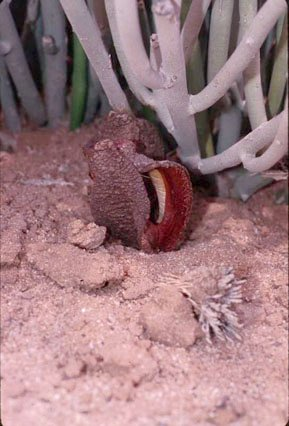
Hydnora africana pod hostitelem Euphorbia mauritanica

### Interakce s hostiteli
Jednotlivé druhy hydnor jsou poměrně úzce hostitelsky specializované. Některé parazitují na pryšcích (Euphorbia), jiné zejména na akáciích (Acacia resp. Vachellia) a některých dalších bobovitých rostlinách jako je albízie (Albizia), pitecelóbium (Pithecellobium) nebo tamarind (Tamarindus), případně na březulovitých (Burseraceae). Kořeny hostitelské rostliny mohou být distálně od místa průniku haustorií odumřelé. V případě H. triceps studované v Jihoafrické Republice bylo zjištěno, že je striktně vázána na pryšec Euphorbia dregeana, ačkoli se na lokalitách vyskytovaly i další druhy pryšců. Kvetoucí H. triceps zde parazitovala na více než 20 % hostitelských rostlin (nekvetoucí hydnory však nebyly hledány a celková míra parazitace je proto podceněna). Semena H. triceps v experimentu klíčila pouze v přítomnosti extraktu z kořenů E. dregeana.

## Taxonomie, historie
Společně s podobným jihoamerickým rodem Prosopanche je rod Hydnora řazen do podčeledi Hydnoroideae v rámci čeledi podražcovité. Po dlouhou dobu však byly oba rody řazeny do vlastní společné čeledi Hydnoraceae a i dnes je v některých pracích preferováno jejich oddělování do samostatné čeledi. To by si ale vyžádalo i oddělení podčeledí Lactoridoideae a kopytníkové (Asaroideae) od čeledi podražcovitých.
V minulém i předminulém století byli zástupci podčeledi Hydnoroideae (typicky uváděné na úrovni čeledi, tedy Hydnoraceae) často spojovány s čeledí rafléziovitých, jimž se ovšem podobají jen na základě konvergence, neboť v obou případech jde o silně modifikované nezelené kořenové holoparazity s masitými páchnoucími květy, v případě rafleziovitých však zcela odlišného evolučního původu. Spolu s rafleziovitými pak byly Hydnoraceae zařazeny do evoluční blízkosti čeledi podražcovitých. Jak ukázaly pozdější molekulárně-fylogenetické studie, v případě Hydnoraceae byla hypotéza o příbuznosti s podražcovitými oprávněná, v případě rafleziovitých nikoli. Myšlenka o vztazích mezi hydnorou, raflesií a podražcovitými (uváděnými dříve jako „Asarinae“), mezi které ale byl jako jakýsi „mezičlánek“ počítán i nepříbuzný parazitický rod Cytinus, je přitom velmi stará, byla publikována již před publikací Darwinovy evoluční teorie.
Autor popisu typového druhu rodu Hydnora (H. africana) a autor tohoto rodového jména, Carl Thunberg, se o této rostlině vyjadřuje jako o podivuhodné houbě. Jméno Hydnora je řeckého původu a je odvozeno od výrazu υδνος či υδνον pro lanýž či obecněji hlízu. Odkazuje též na houbový rod Hydnum (tehdy široce pojatý, v dnešním užším pojetí lišák), který Thunberg považoval za blízký hydnoře.

## Význam

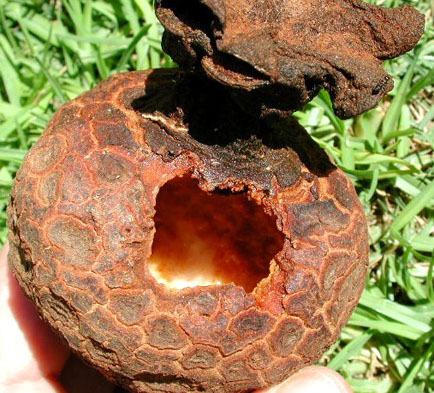
Vyhlodaný plod Hydnora triceps

Pro účely tradiční medicíny jsou na některých afrických tržištích (Jihoafrické republika, Malawi) prodávány mnohdy v nemalém množství části podzemních orgánů hydnor (druhy Hydnora africana a H. abyssinica). Vzhledem k vysokému obsahu tříslovin mohou účinkovat proti některým typům průjmových onemocnění, při léčbě akné a jiných obtíží. V tradiční medicíně jsou při žaludečních potížích využívány i v Jemenu. Obsahu tříslovin se v různých oblastech Afriky využívalo i při vydělávání kůží nebo při údržbě rybářských sítí. Sušené úlomky hydnor lze použít i jako palivo. Plody hydnor jsou jedlé, vonné a chutné bobule. Lze je jíst syrové i pečené nebo jinak upravované. Obsahují velké množství vody, jež může být v oblastech jejich výskytu vzácným zdrojem. Kromě lidí jsou vyhledávány také dalšími savci od hlodavců a dalších malých savců (např. bércounů), kteří mohou plody vyhlodávat, přes opice až po nosorožce či slony. Na jihu Arabského poloostrova se hydnorami živí i kozy. Semena jsou schopna procházet trávicím traktem savců bez poškození a jsou tak jimi šířena na nové lokality. Největší význam pro úspěšné šíření semínek mohou mít právě malí savci, jejichž nory jsou často ukryty v porostech hostitelských pryšců.
Ze země rašící květy hydnor mohou způsobovat vyboulení a praskání asfaltu, dlažby, zdiva a podobně.